# República Romana (1849)
La República Romana fue instaurada en 1849 en los Estados Pontificios después de la huida del papa Pío IX, debido a la actividad insurgente de romanos liberales. Fue gobernada por un triunvirato compuesto por Carlo Armellini, Giuseppe Mazzini y Aurelio Saffi.
La península itálica, entonces divididas en múltiples Estados, estaba atravesada por una agitación general en el curso de la Primavera de los Pueblos de 1848. Todos los Estados se vieron obligados a conceder una constitución, mientras que Milán y Venecia, las principales ciudades del Reino lombardo-véneto se rebelaron contra el Imperio austríaco. El reino de Cerdeña les prestó socorro, lo que dio lugar a la Primera Guerra de la Independencia Italiana, que arrastró al Gran Ducado de Toscana, los Estados Pontificios y el reino de las Dos Sicilias, aunque estos últimos renunciaron rápidamente a las reformas provocando un gran cuestionamiento de sus elementos más liberales. Este cuestionamiento, cuando proseguía la guerra austro-sarda en desventaja de los sardos, llevó a un giro revolucionario en Roma. El primer ministro Pellegrino Rossi fue asesinado, el papa huyó a Gaeta bajo la protección de Fernando II de las Dos Sicilias y la República romana fue instaurada.
Esta nueva República romana no duró más que cinco meses, del 9 de febrero de 1849 al 4 de julio de 1849, y llegó a su fin después de una expedición francesa aprobada por la Asamblea Nacional francesa y con el apoyo de Napoleón III, entonces presidente de la Segunda República Francesa. Este episodio es conocido en Francia por el nombre de expedición de Roma. La República romana, cercada por todas partes, debió oponerse a los españoles, los napolitanos y a Austria, que fortalecida por su victoria sobre los sardos, invadió la República romana. Después de intensos combates que duraron un mes, las prerrogativas del Papa fueron restauradas por Francia.
La ambigüedad por parte de Francia se debió a que la intervención fue aprobada por la asamblea de una república contra otra república, dado que ambas estaban inmersas en el movimiento liberal y demócrata de la Primavera de los Pueblos y que ciertos miembros de la izquierda votaron a favor de la expedición a fin de defender una república hermana contra una intervención austríaca, mientras que la derecha votó a favor de organizar la eliminación de la República romana. La operación estuvo acompañada por un ministro de Asuntos Exteriores, Alexis de Tocqueville, hostil al poder temporal del Papa.
La República amplificó los dos mitos del Risorgimento italiano que ya tenían una visión nacional: Giuseppe Mazzini y Giuseppe Garibaldi, personajes centrales de la república, el primero en el plano político y el segundo en el plano militar. Les dio una dimensión internacional, en particular, ante intelectuales franceses como George Sand y Victor Hugo.

## La situación en Europa

### La investidura de Pío IX
Después de la muerte de Gregorio XVI, quien mostró ser un papa conservador, Pío IX fue entronizado el 21 de junio de 1846 y tomó rápidamente medidas consideradas como liberales. El 16 de julio de 1846, decretó una amnistía general para los detenidos y los exiliados políticos e hizo preparar una constitución que fue aprobada el 14 de marzo de 1848. Fue el «Estatuto fundamental para el gobierno temporal de los Estados de la Iglesia» (Statuto fondamentale pel Governo temporale degli Stati di Santa Chiesa), que instauró dos cámaras: el Alto Consilio y el Consiglio dei Deputati. Era la época de reformas políticas: creó el Consejo de Estado (Consulta di Stato), concedió una mayor libertad de prensa, estableció una comisión laica encargada de la censura, un consejo consultivo compuesto por laicos, cuyo rol consistía en transmitirle los deseos de la población, un gabinete y una guardia civil. Asimismo, creó una serie de comisiones, en las que participaban laicos, a fin de revisar las leyes.
Estas medidas, que tuvieron una repercusión inmensa en el mundo católico, incitaron a los liberales italianos a creer en tales iniciativas. Desde su exilio en Uruguay, Giuseppe Garibaldi, que en todo momento se mantuvo en contacto con los patriotas italianos, se enteró de las convulsiones que tenían lugar en Italia, en particular, la investidura de este papa «liberal» y decidió volver a Italia. Giuseppe Mazzini, también exiliado en Londres, pidió al papa el 8 de septiembre de 1847 liderar un movimiento por la unidad de Italia; este no le contestó:
| Beatissimo Padre, adoro Dio e un’idea che mi pare di Dio: l’Italia una, angelo di unità morale e di civiltà progressiva per le nazioni d’Europa. Non v’è uomo, non dirò in Italia, ma in Europa, che sia più potente di voi. Voi dunque avete immensi doveri. Per opera del tempo e affrettate dai vostri predecessori e dall’alta gerarchia della Chiesa, le credenze sono morte. Il cattolicesimo si è perduto nel dispotismo, il protestantesimo si perde nell’anarchia. Guardatevi intorno, troverete superstiziosi e ipocriti; non credenti. Vi chiamo, dopo tanti secoli di dubbio e di corruttela, ad essere apostolo dell’eterno Vero. Siate credente. Aborrite dall’essere re, político, uomo di Stato. Unificate l’Italia, la patria vostra. | Santísimo Padre, adoro a Dios y una idea que me parece de Dios: Italia unida, ángel de la unidad moral y de la civilización progresiva para las naciones de Europa. No hay hombre, no voy a decir en Italia, sino en Europa, que sea más poderoso que vos. Vos tenéis, por tanto, enormes responsabilidades. Por obra del tiempo que pasa y apremiados por vuestros predecesores y por la alta jerarquía de la Iglesia, las creencias están muertas. El catolicismo se ha perdido en el despotismo, el protestantismo se pierde en la anarquía. Mirad a vuestro alrededor, encontraréis supersticiosos e hipócritas; no creyentes. Apelo a que vos, después de tantos siglos de duda y de corrupción, seáis el apóstol de la verdad eterna. Sed creyente. Aborreced ser rey, político, hombre de Estado. Unificad Italia, vuestra patria. |

El movimiento nacional italiano se encontraba catalizado por las reformas y la actitud liberal de Pío IX, inmerso en un quid pro quo cada vez mayor. Estas medidas, destinadas a mejorar las condiciones materiales y morales de sus Estados, fueron interpretadas como un manifiesto liberal y nacionalista; se explicó en la alocución Quibus quantisque, pronunciado ante el consistorio secreto, el 20 de abril de 1849, en Gaeta. François Guizot, ministro francés de Asuntos Exteriores hasta febrero de 1848, reprochó al gobierno romano haber mantenido la esperanza.

## Filmografía y literatura
- En 1973, fue rodada la película Rugantino de Pasquale Festa Campanile interpretada por Adriano Celentano.
- En 1990, fue filmada la película para la televisión In nome del popolo sovrano de Luigi Magni con Alberto Sordi, Nino Manfredi, Jacques Perrin, Luca Barbareschi, Elena Sofia Ricci.
- Ugo Riccarelli escribió en 2011 una novela histórica en italiano, titulada La repubblica di un solo giorno.